# أندرو أندرسون (طبيب)
أندرو أندرسون (بالإنجليزية: Andrew Anderson) هو طبيب أمريكي، ولد في 13 مارس 1839، وتوفي في 2 ديسمبر 1924.